# Postupka
Postupka je kombinace karet v karetních a obdobných hrách, složená z karet hodnotou po sobě bezprostředně následujících. Uplatňuje se buď pro možnost  „vykládání" karet na stůl, když je cílem hry zbavit se karet z držení (z  „ruky"), anebo naopak pro zhodnocení držené sady karet na konci hry v pokerových hrách, kdy naopak je cílem mít co nejhodnotnější sestavu.
Chybějící karta v řadě hodnot u některých her může být zastoupena zvláštní kartou žolíkem, který nepatří do základní sady karet a stojí mimo její systém hodnot a barev.
Postupka může být jednobarevná (všechny hodnoty v ní jsou jedné barvy) nebo vícebarevná - zpravidla pak na barvách karet nezáleží.
Obdobně se sestavují karty pro vykládání na stůl nebo ke zhodnocení do skupin stejných hodnot - dvojic, trojic nebo čtveřic.